# Rineloricaria uracantha
Rineloricaria uracantha är en fiskart som först beskrevs av Kner, 1863.  Rineloricaria uracantha ingår i släktet Rineloricaria och familjen Loricariidae. Inga underarter finns listade i Catalogue of Life.